# Walchwil
Walchwil est une commune suisse du canton de Zoug.

## Géographie

Photo aérienne prise par Walter Mittelholzer (1919).

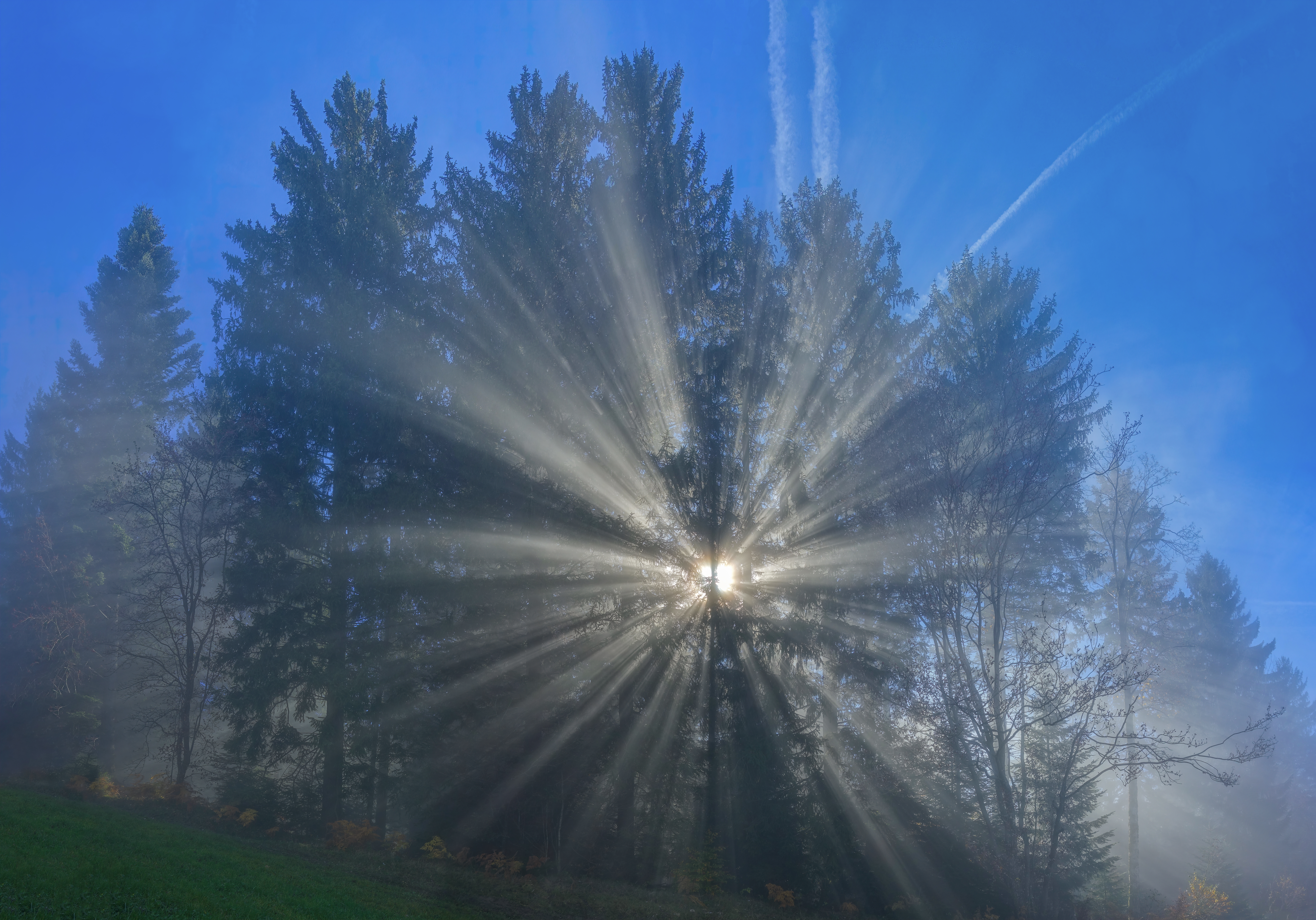
Contre-jour dans les arbres près de Walchwil. Octobre 2016.

Selon l'Office fédéral de la statistique, Walchwil mesure 13,55 km2.

## Démographie
Selon l'Office fédéral de la statistique, Walchwil compte 3 934 habitants fin 2022. Sa densité de population atteint 290 hab./km2.
Le graphique suivant résume l'évolution de la population de Walchwil entre 1850 et 2008 :